# Jedność władzy
Jedność władzy (jednolitość władzy) – zasada przeciwna zasadzie podziału władzy, związana z hierarchicznym stosunkiem organów władzy. Wynika z inspiracji dziełami J.J. Rousseau, który opowiadał się za koncentracją władzy przez organ podporządkowany suwerenowi.
Pierwotnie oznaczała kumulację władzy w rękach jednostki – władcy absolutnego – obowiązywała też w państwie autorytarnym. W nowszej wersji oznacza nadrzędność organu przedstawicielskiego (parlamentu). W tym modelu zamiast równowagi i hamowania obowiązuje inne współdziałanie organów państwowych. Zasada jedności władzy obowiązywała m.in. we Francji w okresie konstytucji jakobińskiej, w Polsce w okresie konstytucji kwietniowej i konstytucji PRL.
Osobnym pojęciem jest techniczno-organizacyjna zasada jednolitości aparatu państwowego.